# فرودگاه انسی-مته
فرودگاه اَنسی-مِتِه (به فرانسوی: Aéroport d'Annecy-Meythet) یک فرودگاه همگانی با کد یاتا NCY است که یک باند فرود آسفالت دارد و طول باند آن ۱۶۳۰ متر است. این فرودگاه در شهر انسی کشور فرانسه قرار دارد و در ارتفاع ۴۶۴ متری از سطح دریا واقع شده است.